# Eric Stern (skådespelare)
Eric Gustaf Xavier Stern, född 26 maj 1981 i Danderyds församling i Stockholms län, är en svensk skådespelare och sångare.

## Biografi
Stern tillbringade sina tre första år i Venezuela. Åter i Sverige växte han upp på Kungsholmen i Stockholm. Efter utbildning vid teaterlinjen på S:t Eriks gymnasium bildade han tillsammans med Nils Poletti Teater Credo, som senare bytte namn till Unga Tur. Han utbildades vid Teaterhögskolan vid Göteborgs universitet 2006–2009. Han har varit verksam vid Stockholms improvisationsteater, Teater Tribunalen, Ung scen/öst och tillhör sedan 2012 Dramatens ensemble.
Sedan 2020 medverkar han i radioprogrammet På minuten. Under 2024 medverkade han i underhållningsprogrammet Bäst i test i TV4.
Vid sidan av skådespeleriet är han aktiv som sångare i banden Eskalator och Kosmonaut/Astronaut.

## Filmografi (i urval)
| År        | Roll           | Produktion                                        | Noter                      |
| --------- | -------------- | ------------------------------------------------- | -------------------------- |
| 2000      | Roffe          | Låt stå!                                          | TV-serie                   |
| 2010      | Olof           | Isolerad                                          |                            |
| 2016      | Arvid          | Det moderna projektet                             |                            |
| 2016      | Håkan          | Hundraettåringen som smet från notan och försvann |                            |
| 2017      | Albin          | Turkkiosken                                       | Kortfilm                   |
| 2017      | Banktjänsteman | Torpederna                                        | TV-serie Avsnitt 2:1       |
| 2018      | Rektorn        | Bonusfamiljen                                     | TV-serie Säsong 2          |
| 2018      |                | Sjölyckan                                         | TV-serie Avsnitt 1:9, 1:10 |
| 2018      | Simon          | Storm på Lugna gatan                              | TV-serie                   |
| 2023–2025 | Chefen/Pontus  | Terese i kassan                                   | TV-serie                   |
| 2026      |                | Dante                                             | Film Röstroll              |

## Teater

### Roller
| År   | Roll                                        | Produktion | Regi                             | Teater                                    |
| ---- | ------------------------------------------- | --- | -------------------------------- | ----------------------------------------- |
| 1999 | Bengt                                       | Främmande | Hassan Brijany                   | Nathalieteatern                           |
| 2004 | Medverkande                                 | ClubTurDeluxe, revy | Ensemblen                        | Unga Tur                                  |
| 2004 | Robbie                                      | Mösexan (Stags and hens) Willy Russell | Andreas Lindahl                  | Unga Tur                                  |
| 2005 | Markis de Sade                              | Mordet på Marat (Die Verfolgung und Ermordung Jean Paul Marats, dargestellt durch die Schauspielgruppe des Hospizes zu Charenton unter Anleitung des Herrn de Sade) Peter Weiss | Nils Poletti                     | Unga Tur                                  |
| 2005 | Medverkande                                 | Kabaret Unga Tur, revy | Ensemblen                        | Unga Tur                                  |
| 2005 | Berättaren                                  | Crime Noir | Ensemblen                        | Improvisation & co                        |
| 2005 |                                             | Guldkant | Jan Berg                         | Stockholms improvisationsteater           |
| 2006 | Gesällen Kurfursten                         | Näktergalen i Wittenberg August Strindberg | Nils Poletti                     | Unga Tur                                  |
| 2006 | Äventyrare                                  | Sagor på Gunnebo Slott | Torbjörn Ahlström Anne Södergren | Teaterhögskolan vid Göteborgs universitet |
| 2007 | John Buchanan                               | Flyende Sommar (Summer and Smoke) Tennessee Williams | Marianne Dahlberg                | Teaterhögskolan vid Göteborgs universitet |
| 2007 | Klingsor Graalriddare                       | Parsifal Richard Wagner | Nils Poletti                     | Unga Tur                                  |
| 2007 | Sonen/Knut                                  | Leka med elden August Strindberg | Lars-Magnus Larsson              | Teaterhögskolan vid Göteborgs universitet |
| 2007 | Anders                                      | Forumteater | Ensemblen                        | Göteborgs Universitet                     |
| 2008 |                                             | Det kommunistiska manifestet (Manifest der Kommunistischen Partei) Karl Marx och Friedrich Engels                                                                               | Richard Turpin                   | Teater Tribunalen                         |
| 2009 | Sångare                                     | Krig på fjärde våningen (Válka ve třetím poschodí) Pavel Kohout | Fredrik Lundqvist                | Unga Tur                                  |
| 2009 |                                             | CV Lars Melin, Charlotta Nylund och studenterna | Lars Melin                       | Teaterhögskolan vid Göteborgs universitet |
| 2009 | Gustl                                       | Leendets land (Das Land des Lächelns) Franz Lehár, Ludwig Herzer och Fritz Löhner-Beda                                                                                          | Sally Palmquist Procopé          | Unga Tur                                  |
| 2009 | Josef Švejk                                 | Den tappre soldaten Švejks äventyr i terrorkrigens tidevarv – en beredskapsfars Jaroslav Hašek                                                                                  | Richard Turpin                   | Teater Tribunalen                         |
| 2010 | Improvisatör                                | Survivor | Johan Humlesjö                   | Stockholms improvisationsteater           |
| 2010 | Jonas                                       | Remake Daniel Karlsson | Jens Ohlin                       | Ung scen/öst                              |
| 2010 | Eric                                        | ROFLMAOWTIME Ensemblen | Malin Axelsson                   | Ung scen/öst                              |
| 2011 | ADHD-Lasse Miss Marple Gammelmormor         | Ännu mer om alla vi MVG- och ADHD-barn i Bullerbyn Malin Axelsson och Andreas Boonstra                                                                                          | Andreas Boonstra                 | Ung scen/öst                              |
| 2011 | Sven Ersson i Hult                          | Värmlänningarna Fredrik August Dahlgren och Andreas Randel | Sally Palmquist Procopé          | Unga Tur                                  |
| 2011 | Konstruktör 19 (Konrad)                     | Östgöta Kungliga Regelverk AnnaLina Hertzberg och Therese Söderberg | Therese Söderberg                | Ung scen/öst                              |
| 2012 | Eric                                        | Kaspar Hauser Erik Holmström | Erik Holmström                   | Ung scen/öst                              |
| 2012 | Loranga Den första våren Bennys mamma Gädda | Titta livet! – en lek Lucas Svensson | Ellen Lamm                       | Dramaten                                  |
| 2013 | Albert Erik                                 | Werther (Die Leiden des jungen Werthers) Johann Wolfgang von Goethe | Örjan Andersson                  | Dramaten                                  |
| 2013 | Milo                                        | Drömdykarna NYXXX | NYXXX                            | Dramaten                                  |
| 2013 | Edward Zann JR                              | Necronomicon H.P. Lovecraft | Rikard Lekander                  | Dramaten                                  |
| 2013 | Ludde                                       | En förlorad generation – röster från den nya arbetslösheten Marcus Lindeen | Marcus Lindeen                   | Dramaten                                  |
| 2014 | Medverkande                                 | Liv Strömquist tänker på dig! Liv Strömquist | Ada Berger                       | Dramaten                                  |
| 2014 | Hedvig Eleonora August den starke           | Carolus Rex Nils Poletti | Nils Poletti                     | Dramaten i Riddarholmskyrkan              |
| 2014 | Pappan Duvan Huset                          | Hans och Greta Martina Montelius | Sally Palmquist Procopé          | Dramaten                                  |
| 2015 | Burret                                      | Götgatan Kristian Hallberg och Jens Ohlin | Jens Ohlin                       | Dramaten                                  |
| 2015 | Eric                                        | Kärleken kommer att skilja oss åt Joy Division | Sally Palmquist Procopé          | Dramaten                                  |
| 2015 | Fredrik                                     | Barnet Jon Fosse | Johannes Holmen Dahl             | Dramaten                                  |
| 2016 | Philip Brent, shejken                       | Rampfeber (Noises Off) Michael Frayn | Alexander Mørk-Eidem             | Dramaten                                  |
| 2016 |                                             | Huset vid nattens ände Sebastian Hartmann | Sebastian Hartmann               | Dramaten                                  |
| 2016 | Medverkande                                 | Improvisation på slottet Andreas T. Olsson | Andreas T. Olsson                | Dramaten                                  |
| 2017 | Figaro                                      | Figaros bröllop (La Folle Journée, ou Le Mariage de Figaro) Pierre de Beaumarchais                                                                                              | Tobias Theorell                  | Dramaten                                  |
| 2017 | Eric Alberto Ina Andres                     | Här kommer alla känslorna på en och samma gång David Wiberg | David Wiberg Oskar Thunberg      | Dramaten                                  |
| 2018 | Dino Panini                                 | LasseMaja och Hamletmysteriet Jonna Nordenskiöld och Martin Widmark | Jonna Nordenskiöld               | Dramaten                                  |
| 2019 | Bouzin                                      | Förlovningen (Un fil à la patte) Georges Feydeau | Ellen Lamm                       | Dramaten                                  |
| 2019 | Sheriff Herrick                             | Häxjakten (The Crucible) Arthur Miller | Alexander Mørk-Eidem             | Dramaten/ Kulturhuset Stadsteatern        |
| 2020 | Medverkande                                 | Liv Strömquist tänker på sig själv Liv Strömquist och Ada Berger | Ada Berger                       | Dramaten                                  |
| 2021 |                                             | Den yttersta minuten Mattias Andersson | Mattias Andersson                | Dramaten                                  |
| 2021 | Medverkande                                 | Liv Strömquist tänker på sig själv Liv Strömquist och Ada Berger | Ada Berger                       | Dramaten                                  |
| 2024 | Medverkande                                 | Liv och död Strömquist Ada Berger och Liv Strömquist | Ada Berger                       | Dramaten                                  |